# Antonio Montero Moreno
Antonio Montero Moreno (Churriana de la Vega, 28 de agosto de 1928-Cádiz, 16 de junio de 2022) fue un arzobispo católico, historiador y periodista español, obispo auxiliar de Sevilla (1969-1994), obispo de Badajoz (1980-1994) y arzobispo de Mérida-Badajoz (1994-2004).

## Biografía

### Primeros años y formación
Nació el 28 de agosto de 1928, en el municipio español de Churriana de la Vega. Inició estudios eclesiásticos en el Seminario Diocesano de Granada. Obtuvo las licenciatura en Sagrada Teología en la Facultad de Teología de Cartuja de Granada. Posteriormente fue enviado a Roma para continuar sus estudios en la Pontificia Universidad Gregoriana, donde obtuvo la licenciatura en Historia de la Iglesia. De vuelta en España obtuvo el doctorado en Sagrada Teología en la Universidad Pontificia de Salamanca y se graduó en Periodismo en la Escuela Oficial de Madrid.

### Vida sacerdotal
Recibió el orden sacerdotal en la archibasílica de San Juan de Letrán de Roma el 19 de mayo de 1951. 
Tras ocupar los puestos de coadjutor en la parroquia de San Agustín, capellán del Hospital Clínico de San Cecilio y profesor en el Colegio de Cristo Rey, todos en Granada, fue nombrado subdirector de la revista Ecclesia en 1953, y en 1958 director de la misma, labores que simultaneó con las de profesor de Historia eclesiástica y de Patrología en el Seminario Hispanoamericano de Madrid, y con la creación en 1955, junto con otros sacerdotes, y la dirección, hasta 1969, de la editorial Propaganda Popular Católica (PPC), que siguió presidiendo con carácter honorario.

### Episcopado
Fue nombrado por Pablo VI obispo titular de Regiana y auxiliar de Sevilla el 4 de abril de 1969 y fue consagrado el 17 de mayo del mismo año por el cardenal Bueno Monreal en la catedral de Sevilla.
Juan Pablo II lo nombró obispo de Badajoz el 3 de mayo de 1980 y arzobispo de Mérida Badajoz, al crearse esta archidiócesis el 28 de julio de 1994. Al cumplir setenta y cinco años, presentó su renuncia, que le fue aceptada, pasando a ser arzobispo emérito de la diócesis.
También fue:
- Cronista del Concilio Vaticano II.
- Miembro, y presidente durante quince años (cinco mandatos), de la Comisión Episcopal de Medios de Comunicación Social de la Conferencia Episcopal Española.
- Miembro del Consejo Pontificio para las Comunicaciones Sociales durante diez años (dos mandatos).
- Miembro del Consejo Episcopal Europeo para las Comunicaciones Sociales desde su creación y mientras lo permitieron los estatutos.

Tras su fallecimiento en Cádiz, el 16 de junio de 2022, sus restos mortales fueron trasladados a la Catedral de Badajoz, donde el 18 de junio, el obispo de la diócesis Celso Morga presidió la concelebración eucarística junto a siete obispos y arzobispos y más de ochenta sacerdotes. Ese mismo día, se celebró por la tarde en la concatedral de Santa María de Mérida la ceremonia en la que se dio allí sepultura.

## Publicaciones
Antonio Montero, en su faceta de historiador, dedicó muchos años de su vida a un libro titulado Historia de la persecución religiosa en España. 1936-1939 (Biblioteca de Autores Cristianos, 1961). En palabras de Paul Preston en su libro El holocausto español (Odio y exterminio en la guerra civil y después), escribe que "el estudio más fiable de la persecución religiosa durante la Guerra Civil corresponde a monseñor Antonio Montero Moreno, cuyos cálculos cifran en 6.832 el número de sacerdotes o miembros de distintas órdenes asesinados o ejecutados". La obra fue reeditada en 1998 y 2004.
Fue autor de numerosos folletos editados por PPC, entre ellos los titulados ¿Es tuyo tu dinero?, En un portal de Belén, Maneras de robar, ¿Vale la pena vivir? y Detrás de la muerte. 
Durante sus años de estancia en Roma, colaboró asiduamente en la revista de poesía «Estría», junto con José María Cabodevilla, José Luis Martín Descalzo, José María Javierre y otros sacerdotes jóvenes.
También ha sido colaborador del diario ABC.

## Distinciones
- Premio Bravo de la Comunicación (2001).
- Académico de la Real Academia de Extremadura (electo en 1997, tomó posesión en 2006).
- Medalla de oro de Extremadura (2001).
- Presidente honorario de la editorial PPC.
- Doctor honoris causa por la Universidad Pontificia de Salamanca (2004).
- Premio Guadalupe-Hispanidad (2005).
- Una calle de Badajoz se llama «Antonio Montero Moreno» en su honor.
- Churriana de la Vega, su localidad natal, puso su nombre a una calle: «Arzobispo Montero» igualmente el 28 de agosto de 2023 se le hizo un busto en la plaza de la ermita.

- En Mérida hay una avenida que lleva su nombre, en la parte trasera del Teatro Romano.